# Pacher (Gemeinde Strallegg)
Pacher ist eine Ortschaft und eine Katastralgemeinde der Gemeinde Strallegg im Bezirk Weiz in Steiermark. Die Ortschaft hat 314 Einwohner (Stand 1. Jänner 2024).

## Geografie
Der nördlich von Strallegg gelegene und als Streusiedlung geführte, aber doch recht kompakte Hauptort Pacher, an dem sich auch eine Volksschule befindet, besteht weiters aus mehreren Einzellagen. Nordwestlich anschließend befindet sich die Ortschaft Kirchenviertel der Gemeinde Ratten, mit der ebenso benannten Streusiedlung Pacher.
Südlich der Streusiedlung zieht sich der Zwieselgraben nach Westen und führt den Fraunbach der Feistritz zu.

## Siedlungsentwicklung

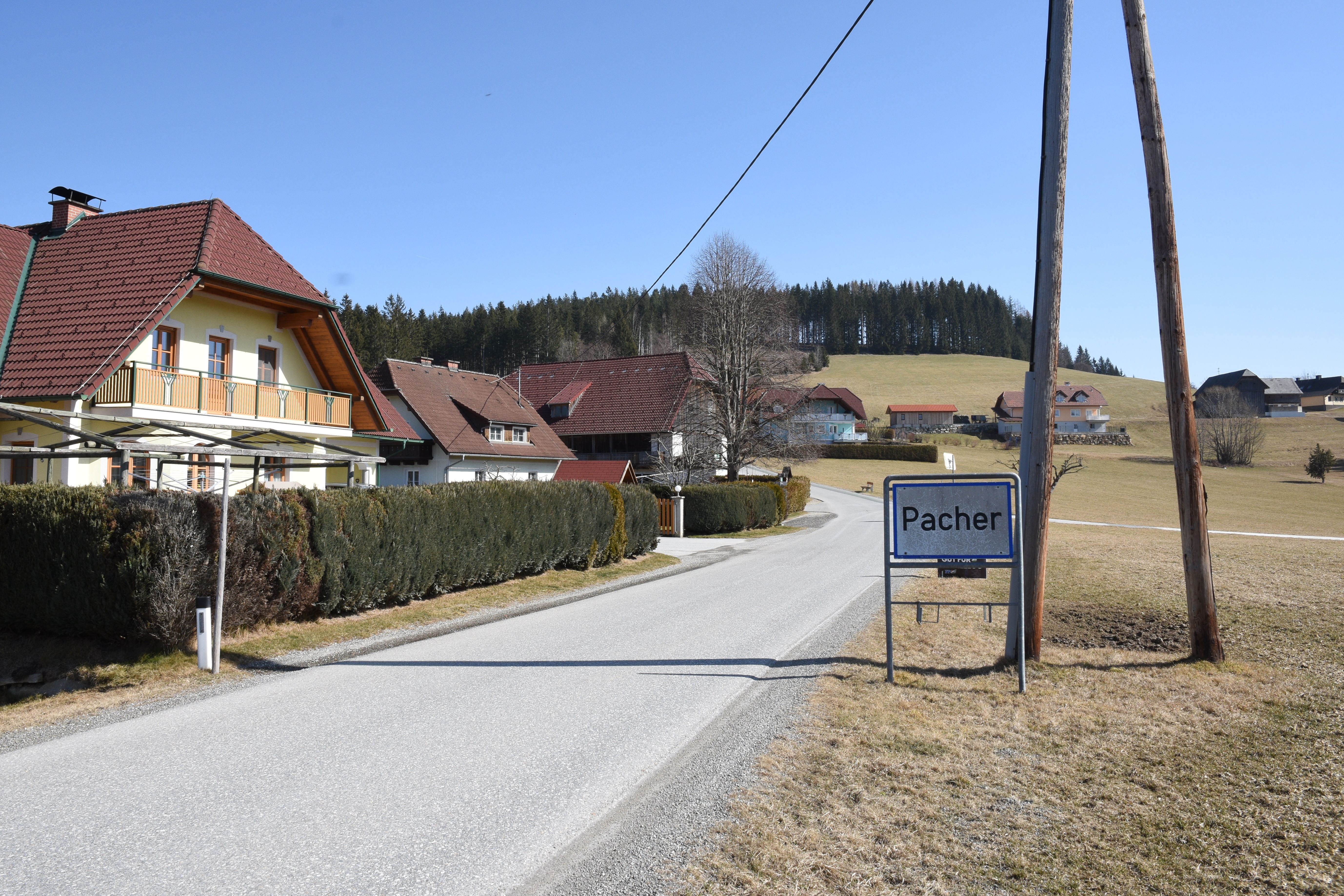
Ortsteil Pacher

Zum Jahreswechsel 1979/1980 befanden sich in der Katastralgemeinde Pacher insgesamt 106 Bauflächen mit 37.156 m² und 39 Gärten auf 18.356 m², 1989/1990 gab es 106 Bauflächen. 1999/2000 war die Zahl der Bauflächen auf 208 angewachsen und 2009/2010 bestanden 139 Gebäude auf 258 Bauflächen.

## Geschichte
Laut Adressbuch von Österreich waren im Jahr 1938 in Pacher eine Gastwirtin, ein Sägewerk, ein Schmied und zahlreiche Landwirte ansässig.

## Bodennutzung
Die Katastralgemeinde ist landwirtschaftlich geprägt. 426 Hektar wurden zum Jahreswechsel 1979/1980 landwirtschaftlich genutzt und 392 Hektar waren forstwirtschaftlich geführte Waldflächen. 1999/2000 wurde auf 415 Hektar Landwirtschaft betrieben und 394 Hektar waren als forstwirtschaftlich genutzte Flächen ausgewiesen. Ende 2018 waren 400 Hektar als landwirtschaftliche Flächen genutzt und Forstwirtschaft wurde auf 400 Hektar betrieben. Die durchschnittliche Bodenklimazahl von Pacher beträgt 20,9 (Stand 2010).